# Флураланер
Флураланер — ветеринарный препарат, относится к инсектоакарицидным лекарственным препаратам системного действия, синтезирован компанией MSD в 2010 году. Выпускается под торговым названием «Бравекто».

## Механизм действия
Блокирует ГАМКА-зависимые и глутамат-зависимые рецепторы членистоногих приводя к гипервозбуждению нейронов и нарушению передачи нервных импульсов, что приводит к параличу и гибели эктопаразитов. Препарат начинает действовать через 4 часа после применения и вызывает гибель блох через 8 часов после прикрепления к организму хозяина, клещей — через 12 часов, предотвращая повторную инфестацию собак эктопаразитами. Гибель блох происходит до откладки яиц, что профилактирует контаминацию помещений яйцами и личинками.

## Способ применения
Выпускается в виде жевательных таблеткок (для собак) и капель для наружного применения (для собак и кошек). Применяется в терапевтической дозе 25-56 мг флураланера на 1 кг массы животного.